# Anýzovník vonný
Anýzovník vonný (Gloeophyllum odoratum (Wulfen) Imazeki) je nejedlý druh houby. Roste především na trouchnivějících pařezech smrků. Vyznačuje se intenzivní a výraznou anýzovou vůní.

## Vědecká synonyma
- Boletus odoratus var. polymorphus (Hoffm.) Pers.
- Boletus polymorphus Hoffm.
- Ceratophora fribergensis Humb.
- Ceratophora odorata (Wulfen) Bondartsev & Singer
- Daedaleopsis odorata (Wulfen) P. Karst.
- Fomes odoratus (Wulfen) P. Karst.
- Anisomyces odoratus (Wulf.) Pil.
- Boletus annulatus Schaeff.
- Boletus ceratophorus Hoffm.
- Boletus odoratus Wulfen[2]

## Vzhled
Makroskopický klobouk 30–180 mm, zpočátku hlízovitý, pak polokruhovitý, často nepravidelný. Je bokem přirostlý nebo polorozlitý, vytrvalý, 3–12 cm široký.
Povrch je žlutě až skořicově hnědý, hrbolatý, v mládí plstnatý a ve stáří holý. Staré přezimující plodnice jsou tmavohnědé až černé. 
Hymenofor: Rourky 5–15 mm dlouhé, vrstevnaté, s hranatými, 1,5–1 mm velkými, okrově hnědými póry. Póry, žluté až nahnědlé, 1–2 na mm, oblé. 
Dužnina čerstvých plodnic je šťavnatá. Rezavohnědá, silná, korkovitá, později tuhne až dřevnatí.
Mikroskopický výtrusný prach je bílý. Výtrusy mají elipsovitý tvar, povrch hladký, bezbarvý nebo slabě nažloutlý.

## Důležité určovací znaky
Čerstvá plodnice intenzivně voní po anýzu, vanilce či fenyklu.

## Výskyt
Roste velmi hojně na pařezech smrků, vzácněji i na jiných jehličnanech, řidčeji na jedlích. Anýzovník upřednostňuje kyselé půdy od nížin po pahorkatiny. Vyskytuje se také v horských deštných pralesích Malajsie. 

## Zajímavost
Jeho výtrusy přenáší pilořitky, které nakazí dřevo. Abnormální plodnice se vyskytují na důlním dřevu, které obsahuje hnědočervený pigment zvaný trametin. Anýzovník vyvolává hnědou hnilobu dřeva. 

## Možná záměna
Vzhledem k vůni a místu je snadno určitelný.